# Основа (селище)
Основа — селище в Чернігівській області України. Входить до складу Талалаївської селищної громади. За адміністративним поділом до липня 2020 року село входило до Талалаївського району, а після укрупнення районів входить до Прилуцького району. До 2020 року було підпорядковане Староталалаївській сільській раді. Населення — 151 особа, площа — 0,782 км².

## Історія
На мапі Шуберта 1832 та 1869 року - хутір Свірського.
На мапі РСЧА 1941 року - х. Роблена Криниця з 12 господарств.